# Cagne
Cagne – rzeka w południowej Francji o długości 27,6 km, przepływająca w całości przez departament Alpy Nadmorskie.
Rzeka ma swoje źródła w masywie Cheiron w Alpach Prowansalskich, na terenie gminy Coursegoules, poniżej wierzchołka Viériou. W dolnej części miasta Cagnes-sur-Mer płynie w uregulowanym korycie i tam przyjmuje wody ze swojego największego dopływu, Malvan (który ma 16,6 km długości).
Jedynymi większymi dopływami są Lubiane (wpływa w Vence) i Malvan (wpływa w Cagnes-sur-Mer), pozostałe nie przekraczają 3 km długości.
Przepływa łącznie przez sześć gmin: Coursegoules, Bézaudun-les-Alpes, Saint-Jeannet, La Gaude, Vence i Cagnes-sur-Mer.
Od nazwy rzeki pochodzi nazwa nadmorskiego miasta Cagnes-sur-Mer. Auguste Renoir, mieszkał od 1908 w willi na wzgórzach, która wraz z ogrodem po przejęciu przez władze miejskie pełni rolę muzeum artysty. Cagne i jej dolina inspirowały artystów: zarówno Renoira, jak i np. Féliksa Vallottona.

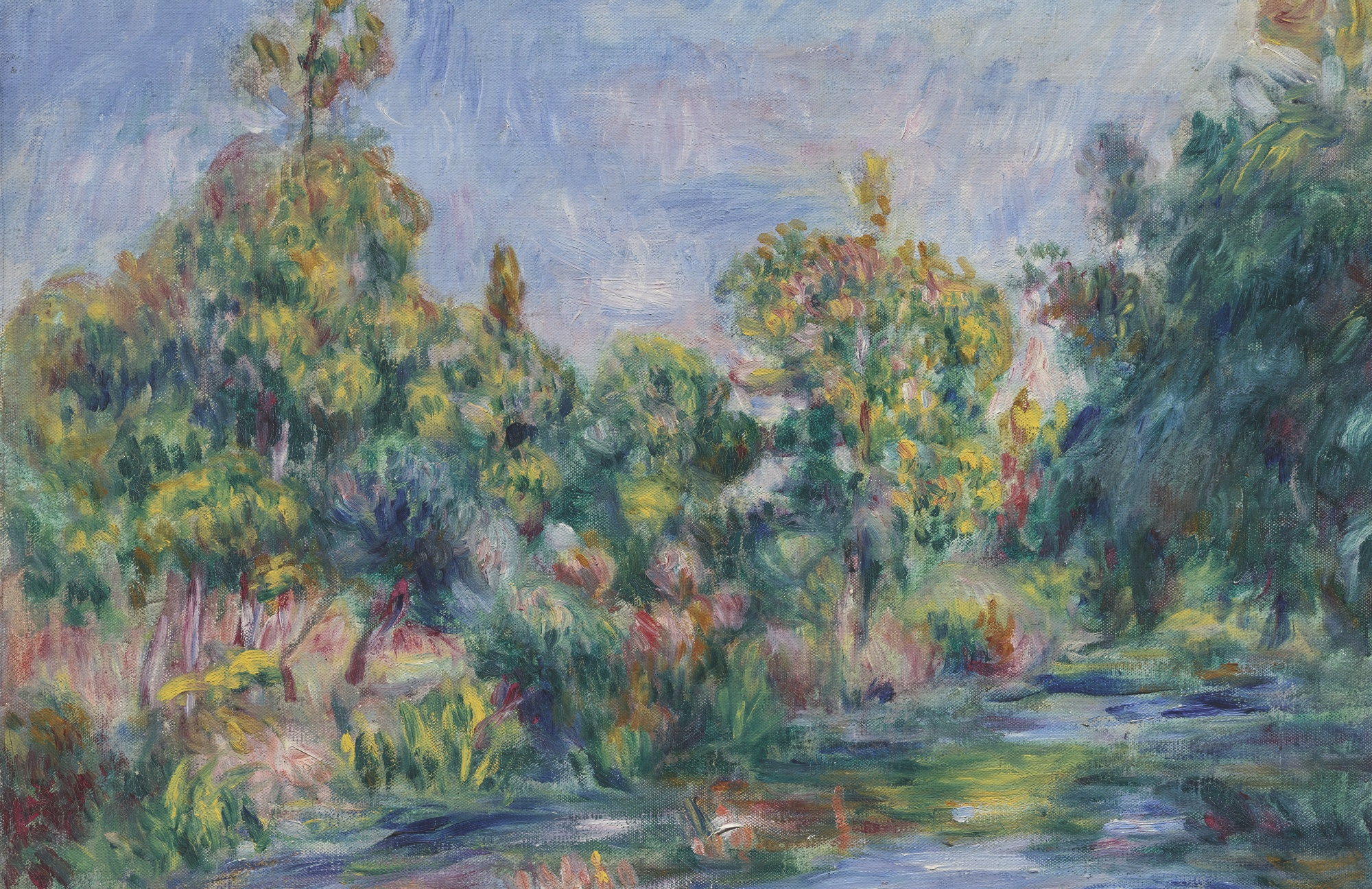
Auguste Renoir – Paysage avec rivière (1917)
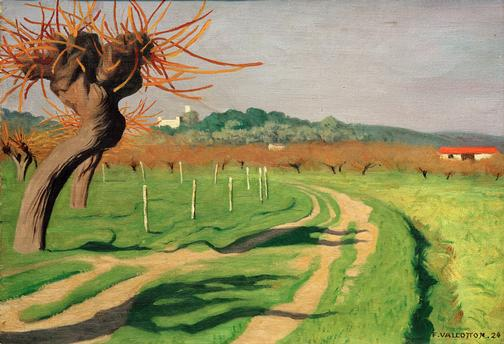
Félix Vallotton – Vallée de la Cagne (1921)